# 黄健翔
黄健翔（1968年1月20日—），籍贯重庆，生于内蒙古自治区乌海市，9岁开始生活在南京直到高中时期。中国著名体育解说员。从事体育节目解说、主持工作，以充满激情，富有感染力的解说风格著称。 现为一级播音员。已经完成现场直播超过六百场，涉及足球、田径、游泳、跳水、篮球、射击等多种体育项目。另外解说各种足球比赛超过两千场。被认为是“新时代的体育解说”风格的代表人物，并被许多杂志、报刊组织的小规模民意测验多次评为最佳体育节目主持人。黄健翔2007年推出音乐单曲《你不是一个人》。
2008年4月，黄健翔签约CSPN，解说欧洲杯及奧林匹克運動會足球賽事。8月转任CSPN公司副总裁。

## 生平
- 1980年至1986年，就读于南师附中。
- 1990年，毕业于外交学院二系本科，获学士学位。
- 1994年，受聘于中央电视台体育部
- 1995年，首次在中央电视台出镜，与李惟淼合作转播美洲杯足球赛。
- 1996年，参加亚特兰大奥运会、欧洲足球锦标赛、亚洲杯足球赛转播，参与《世界体育报道》栏目的创立，担任其中《足球总汇》的主持人。
- 1997年，参加第八届全国运动会解说。
- 1998年1月，被广播电影电视部播音专业中级职务评审委员会破格评为一级播音员。
- 1998年，参加第十六届世界杯足球赛、曼谷亚运会、第八届世界游泳锦标赛、非洲国家杯足球赛解说。
- 1999年，参加第三届女子世界杯足球赛解说。
- 2000年，参加悉尼奥运会、欧洲足球锦标赛。全国几十家媒体组织的中国电视榜评选中当选年度最佳体育节目主持人。
- 2001年，在中央电视台央视国际网站举行的第一次观众投票的网络评选中荣获中央电视台十佳主持人称号。
- 2002年，参加韩日世界杯足球赛解说。
- 2004年，参加雅典奥运会解说。
- 2006年，参加2006年世界杯足球赛解说。
- 2006年11月16日，正式从中央电视台去职。
- 2006年12月13日，加盟凤凰卫视。
- 在其离开中央电视台之前，还承担《足球之夜》主持人、德国足球甲级联赛、意大利足球甲级联赛，以及各种国际国内体育比赛的现场直播及专题报道的解说和配音工作。

## 电视节目
- 2013年：《中国星跳跃》主持
- 2013年：《中国音超》主持
- 2019年：《铁甲雄心》第二季明星战队经理人

## “解说门”事件

### 事件过程
2006年6月26日，在2006年世界杯八分之一决赛意大利对澳大利亚的比赛中，当比赛进入伤停补时的最后时刻，意大利左后卫格罗索突入澳大利亚队禁区助攻，被澳大利亚后卫绊倒。裁判判给意大利队一个点球。这时黄健翔开始失去控制，他剧烈地敲桌子，并声嘶力竭地喊道：“点球！点球！点球！格罗索立功啦！格罗索立功啦！不要给澳大利亚人任何的机会！伟大的意大利左后卫！他继承了意大利的光荣的传统。法切蒂、卡布里尼、马尔蒂尼在这一刻灵魂附体！格罗索一个人他代表了意大利足球悠久的历史和传统，在这一刻他不是一个人在战斗，他不是一个人！”
随后弗朗切斯科·托蒂点球命中，意大利队以1：0淘汰澳大利亚队进入八强。就在点球罚中的那一刻，黄健翔陷入几乎失声、崩溃的状态。他高呼“球进啦！比赛结束了！意大利队获得了胜利，淘汰了澳大利亚队！他们没有再一次倒在希丁克的球队面前。伟大的意大利！伟大的意大利左后卫！马尔蒂尼今天生日快乐！意大利万岁！……这个点球是一个绝对理论上的决杀，绝对的死角。意大利队进入了八强。胜利属于意大利，属于格罗索，属于卡纳瓦罗，属于赞布罗塔，属于布冯，属于马尔蒂尼，属于所有热爱意大利足球的人！”同时他对澳大利亚队表示了明显的轻蔑，在解说中可以清楚地听到低声的“让他们滚蛋吧”的话，黄健翔在结尾说“澳大利亚人也许会后悔的。希丁克，他在下半场多打一人的情况下打得太保守、太沉稳了，他失去了自己的勇气。面对意大利足球悠久的历史和传统，他没有再拿出小组赛那样的猛扑猛打的作风，他终于自食其果！他们该回家了，他们不用回遥远的澳大利亚，他们大多数都在欧洲生活，再见！”
比赛结束不久，在接受后方主持人张斌的采访时，提到自己刚才激动评论的原因一是由于自己多年转播意甲联赛，对意大利队非常熟悉，二是与澳大利亚同属大洋洲的新西兰在1981年世界杯外围赛中与中国队的不快遭遇，以及澳大利亚即将加入亚足联对中国足球的影响，并坦率表示自己不喜欢澳大利亚这支“爛队”。同时，发生这种情况也与现场环境嘈杂有关。
而事后分析，与澳大利亚队主教练希丁克在2002年世界杯中率领韩国队争议淘汰意大利有关。

### 各方反应
比赛结束后，该段“激情”解说引起巨大的争议。他的同行张斌批评他的这段解说“失声、失态、失礼、失常”。在网络，各大门户网站、各大BBS、论坛、留言板、博客，网民热烈地争论着，并迅速分化为“拥黄派”和“倒黄派”（也称为“扫黄派”），以及中间派。三方各执一词，“拥黄派”认为黄健翔解说有激情，有个性，该段解说堪称经典，且在整场解说中均坚持中立立场，仅在最后偏向意大利。中间派认为黄健翔的解说有激情，但违背中立立场，不该对输掉比赛的澳大利亚队冷嘲热讽，显得缺乏起码的尊重和职业道德。“倒黄派”认为黄健翔观点偏激，可能会造成不良社会影响，应主动道歉甚至被追究责任。不少网友还戏仿该段解说词录制了一些地方方言版以及手机彩铃版本，还有网友改编了解说词为“房地产市场版”、“中国移动版”等来讽刺现实。
在报纸，各报纸纷纷就该事件发表评论文章，观点也不外左中右三派。部分外国媒体也对该事件表示来关注，包括路透社、BBC、《悉尼晨报》、意大利媒体等发表评论。
事件发生后，中央电视台临时决定由另一名解说员刘建宏代替黄健翔解说了另一场世界杯八分之一决赛。该事件并引出一些流言，包括澳大利亚大使馆提出抗议，中央电视台取消黄健翔评论本届世界杯等资格，黄健翔已经提出辞职等等。但在6月30日世界杯足球赛的德国对阿根廷的四分之一决赛中（又名：德國再戰探戈兵團），黄健翔仍然按原计划进行了解说，这使得外界传言的“中央台禁令说”、“辞职说”等传言不攻自破。
随后张斌代表黄健翔为意大利与澳大利亚1/8决赛中的不理智解说一事向广大球迷进行了道歉，而黄健翔本人也表示当时的解说有不当之处，今后不会再次发生类似事件。

## 軼聞
據黃健翔自敘，就家譜顯示，清朝先祖黃開基曾前往台灣擔任台灣道四品道台，不過據相關歷史資料，黃開基實為從台灣淡水同知歷任彰化知縣升任為台灣府知府官職的六品地方官，後因病去職返川。經算，黃健翔先祖黃開基約曾於台灣任官七年（1846年－1851年）。